# DreamWeb
DreamWeb est un jeu vidéo d'aventure en pointer-et-cliquer cyberpunk développé par Creative Reality et édité par Empire Interactive, sorti en 1994 sur DOS et Amiga.

## Accueil
- Adventure Gamers : 1,5/5[1]